# Arkadij Gajdar

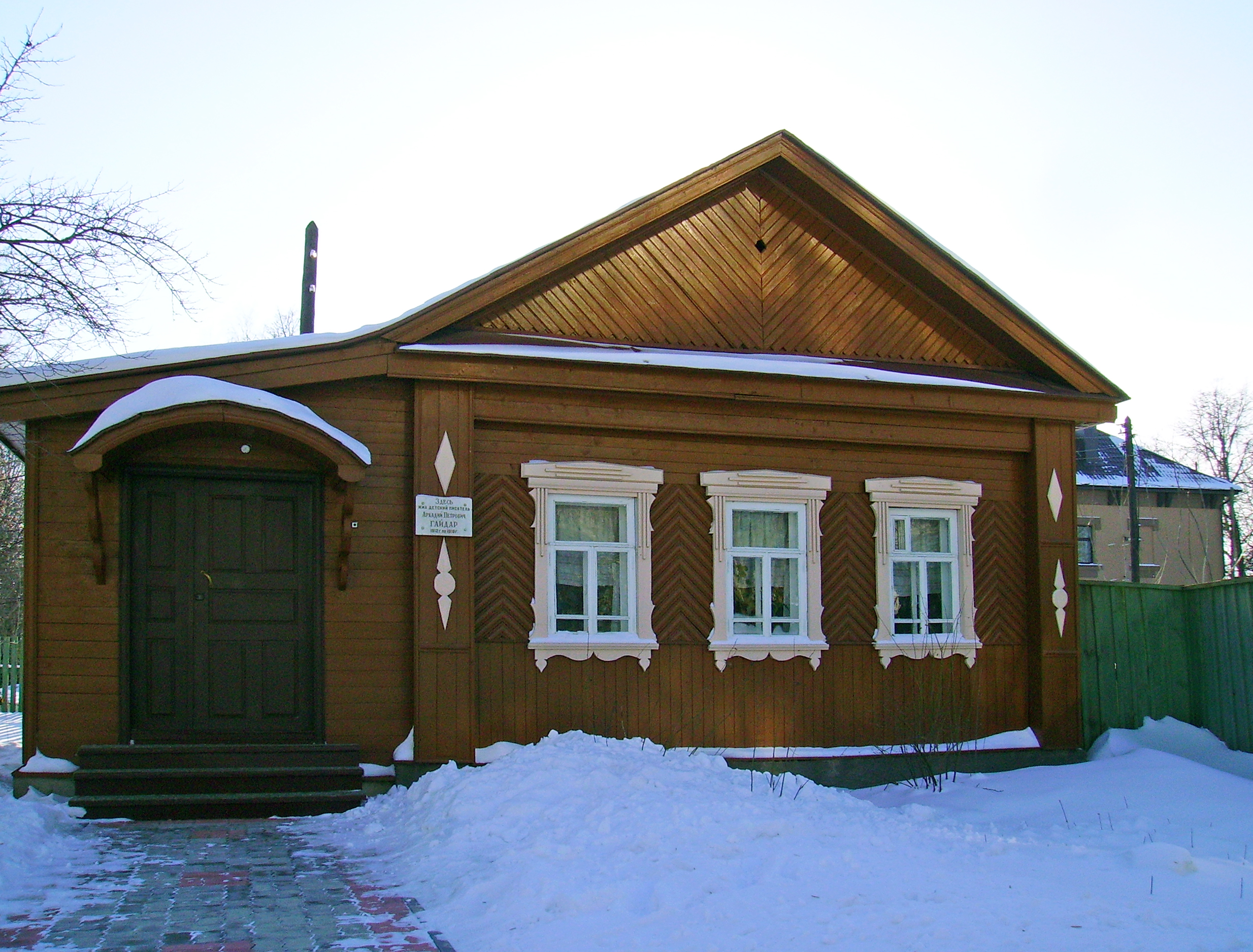
Muzeum Arkadego Gajdara
w domu rodzinnym w Arzamasie.

Arkadij Gajdar, właśc. Arkadij Pietrowicz Golikow (ros. Арка́дий Петро́вич Го́ликов; ur. 9 stycznia?/22 stycznia 1904 w Lgowie w guberni kurskiej, zm. 26 października 1941 pod Kaniowem) – radziecki pisarz młodzieżowy.

## Życiorys
Urodził się w Lgowie. Dzieciństwo spędził w Arzamasie. W czasie wojny domowej w Rosji, w 1918 wstąpił do RPK(b) i jako ochotnik do Armii Czerwonej, gdzie trafił do Jednostki Specjalnego Przeznaczenia w armii Tuchaczewskiego. Zadaniem tych jednostek, stworzonych przez Trockiego, było posuwanie się za jednostkami liniowymi i uniemożliwianie im wycofania się lub rezygnacji z walki.
W końcu lipca 1921 wieku 17 lat, został dowódcą 58 samodzielnego pułku do walki z bandytyzmem (jako nastolatek dowodził blisko 2 tys. dorosłych mężczyzn). Brał udział w tłumieniu antybolszewickiego powstania tambowskiego. Odznaczał się wyjątkowym okrucieństwem, osobiście dokonując egzekucji grup zakładników, w tym również kobiet i dzieci. Opis tych zbrodni znalazł się w książce Władimira Sołouchina Słone jezioro (ros. Солёное озеро) (1994).
Kilkakrotnie ranny, w 1924 został zdemobilizowany z powodu urazów i nawracających stanów depresyjno-maniakalnych. Kilkakrotnie podejmował próby samobójcze. Leczył się w klinikach psychiatrycznych. W swoim dzienniku wspominał, że śnili mu się ludzie, których zamordował w dzieciństwie.
W roku 1925 napisał swą pierwszą powieść – W dni porażek i zwycięstw (ros. В дни поражений и побед). Jego twórczość uznano za narzędzie kształtowania komunistycznych postaw młodzieży. Pod wpływem opowiadania Timur i jego drużyna z 1940, przetłumaczonego na wiele języków, powstawały drużyny pionierów „timurowców”, niosących pomoc ludziom starym i samotnym.
Na początku wojny z Niemcami trafił na front jako specjalny korespondent „Komsomolskiej Prawdy”. We wrześniu 1941 roku jego oddział został otoczony przez Niemców w rejonie Kijów–Humań, a on sam trafił do oddziału partyzanckiego. 26 października 1941 zginął w walce. Został pochowany w Kaniowie, gdzie w 1953 roku odsłonięto jego pomnik.
Jego syn, Timur Gajdar, był radzieckim admirałem, dziennikarzem i pisarzem.
Jego wnuk, Jegor Gajdar, był premierem i ministrem finansów Federacji Rosyjskiej w latach 1991–1992.
Jego prawnuczka, Maria Gajdar, w 2015 roku dostała ukraińskie obywatelstwo i została mianowana zastępcą gubernatora Odessy (M. Saakaszwilego).

## Wybrane utwory
- Błękitna filiżanka (1936)
- Czuk i Hek[3] (1939)
- Dalekie kraje (1932)
- Dym w lesie (1939)
- Gorący kamień[4] (1941)
- Komendant twierdzy śnieżnej (1941)
- Los dobosza (1939)
- Niech świeci
- RWS (1925)
- Szkoła (1930)
- Tajemnica wojskowa (1935)
- Timur i jego drużyna[5] (1940)
- W dniu porażek i zwycięstw (1925)

## Wybrane adaptacje filmowe
- 1937: Karo
- 1940: Timur i jego drużyna
- 1942: Przysięga Timura
- 1954: Szkoła męstwa
- 1955: Księżniczka Mary
- 1965: Gorący kamień